# سامانه اشتراک اسکوتر

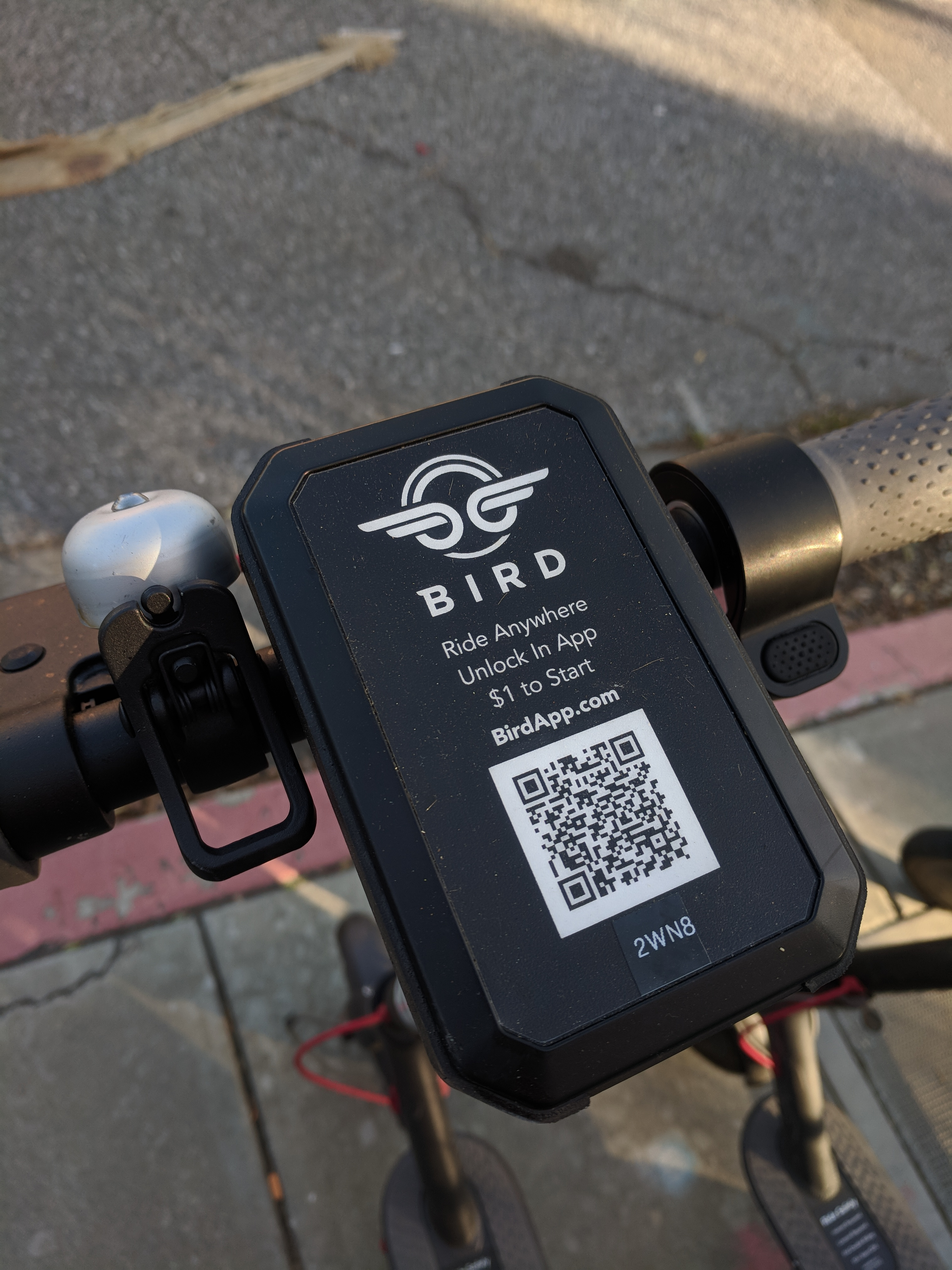
اسکوتر برد که از کد کیوآر برای بازکردن قفلش بهره می‌گیرد.

سامانه اشتراک اسکوتر (به انگلیسی: Scooter-sharing system) سرویسی است که برای استفاده کوتاه مدت اسکوتر برقی یا E-scooter کرایه می‌دهد. این لفظ در اشاره به اشتراک اسکوترهای غالباً برقی و نیز کیک اسکوترهای برقی به کار می‌رود. اشتراک اسکوترها مشابه سامانه‌های اشتراک خودروها یا دوچرخه‌ها است.

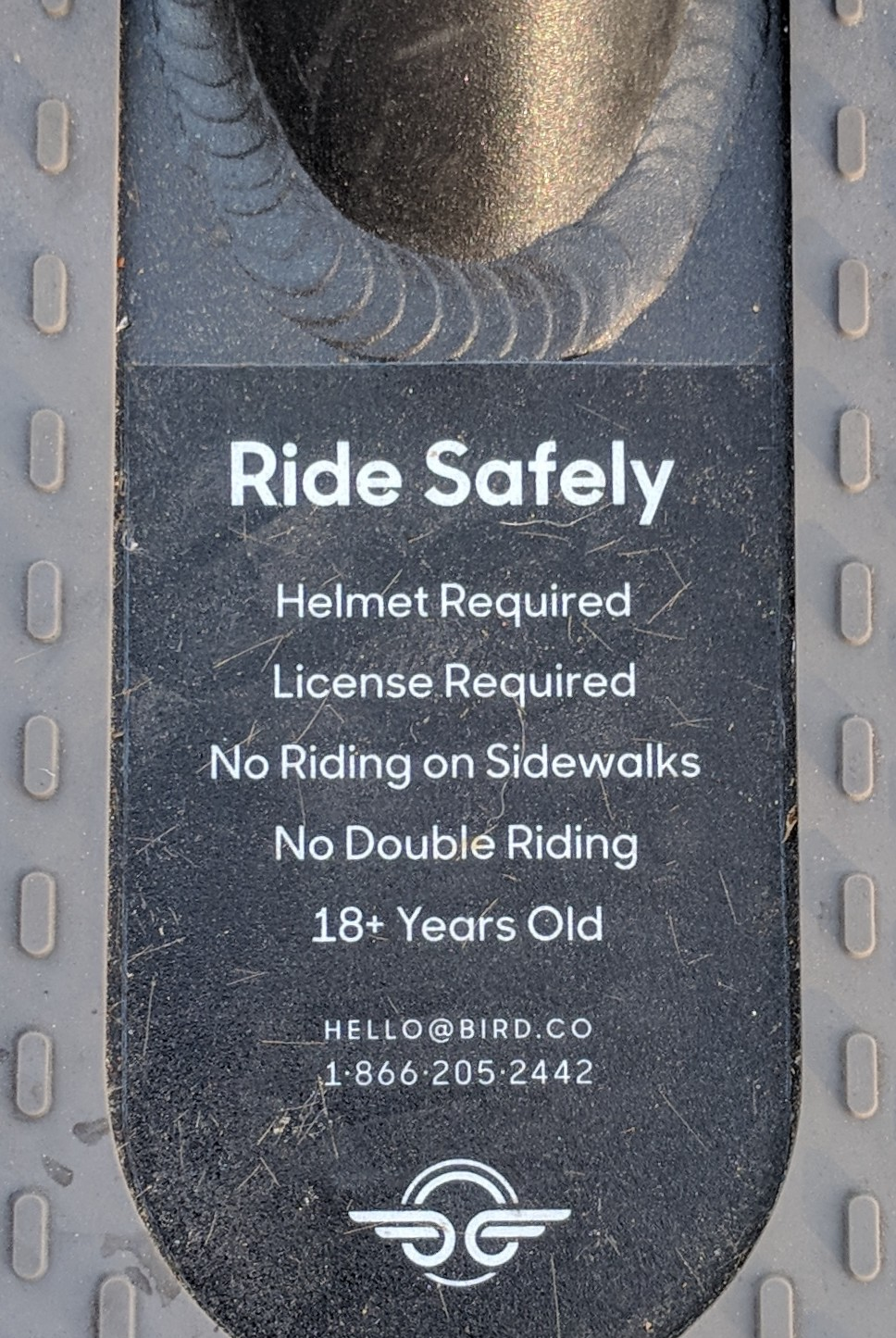
.

اسکوترها عموماً مکان مشخصی ندارند به این معنا که لازم نیست پایگاه ثابتی داشته باشند، می‌توان آن‌ها را از هر موقعیت تصادفی در ناحیه سرویس برداشت و رها کرد. این ویژگی آنها را به گزینه ای برای حرکت آسان در نواحی شهری تبدیل می‌کند.
در آسیا اولین کشوری که اقدام به راه اندازی این سیستم اشتراکی کرد سنگاپور بود 
شرکت Neuron Mobility دارای گسترده ترین مجموعه اسکوترهای الکترونیکی در تایلند و سنگاپور است.
در اروپا شرکت فن‌آوری تحرک استونیایی Bolt خدمات اشتراک‌گذاری اسکوتر را در پلتفرم اپلیکیشن موبایل خود در سال 2019 راه‌اندازی کرد.
در آمریکای جنوبی تا سال 2019، استارتاپ برزیلی، Yellow بزرگترین سرویس اسکوتر الکترونیکی در آمریکای جنوبی بود. این استارت‌آپ رکورد آمریکای جنوبی را برای دور جمع‌آوری سرمایه اولیه با 63 میلیون دلار سرمایه‌گذاری ثبت کرد. در آغاز سال 2019، Yellow با سرویس اسکوتر الکترونیکی مکزیکی Grin ادغام شد تا گروه Grow Mobility را تشکیل دهد. Grow Mobility بزرگترین سرویس اشتراک اسکوتر در آمریکای جنوبی با 100000 اسکوتر الکترونیکی است و قصد دارد تا پایان سال 2019 این پوشش را دو برابر کند.
1. ↑  مشارکت‌کنندگان ویکی‌پدیا. «Scooter-sharing system». در دانشنامهٔ ویکی‌پدیای انگلیسی.
2. ↑  "Scooter-sharing system". Wikipedia (به انگلیسی). 2022-10-28.
3. ↑  "Scooter-sharing system". Wikipedia (به انگلیسی). 2022-10-28.

## قوانین سخت‌گیرانه مونترال
اسکوترهای اجاره‌ای مونترال‌ کار خود را از سیزدهم اوت سال ۲۰۱۹ آغاز کرده‌اند. شهرداری مونترال با مطالعه تجربیات شهرهای دیگر دنیا در تعامل با اسکوترهای اجاره‌ای، قوانین سفت و سختی برای کرایه این وسیله حمل و نقل فردی وضع کرده است. از جمله اینکه استفاده‌کنندگان فقط حق دارند اسکوترهای خود را در جاهایی که مشخص شده پارک کنند و باید پس از پارک کردن اسکوتر، از آن به عنوان مدرک عکس بگیرند. این علامت‌ها به شکل اسکوتر روی کف خیابان یا پیاده‌روها کشیده شده است. در ضمن در هر محل علامت‌گذاری شده بیش از ۴ اسکوتر نمی‌توان پارک کرد.
حداکثر سرعت مجاز اسکوترها ۲۰ کیلومتر بر ساعت است و استفاده از آنها در پیاده‌روها ممنوع است. همچنین نمی‌توان از اسکوترها در خیابان‌هایی که حداکثر سرعت مجاز وسایل حمل‌ونقل موتوری در آنها بیش از ۵۰ کیلومتر بر ساعت است، استفاده نمود. در آخر هم اینکه از اسکوترها فقط می‌توان بین ۱۵ آوریل تا ۱۵ نوامبر استفاده کرد. 